# Ca' Pesaro
Ca' Pesaro es un edificio palaciego situado en el sestiere de Santa Croce de la ciudad de Venecia (Véneto, Italia). Está en el Gran Canal, entre el Palazzo Coccina Giunti Foscarini Giovannelli y el Palazzo Correggio, a poca distancia de la Ca' Corner della Regina y la iglesia de San Stae. El palacio Ca' Pesaro tiene frescos de Giambattista Pittoni (incluyendo "Justicia y paz con Júpiter y Minerva" y "Júpiter protege la justicia, la paz y la ciencia") y Giambattista Tiepolo. 

## Historia
Este grandioso edificio, actualmente sede de la Galería Internacional de Arte Moderno y el Museo de Arte Oriental de Venecia, fue proyectado en el siglo XVII por el arquitecto Baldassarre Longhena por encargo de la rica familia Pesaro. Su construcción duró de 1652 a 1710: en 1682 murió Longhena y el edificio estaba aún incompleto. Entonces, la familia confió su finalización a Antonio Gaspari, que lo completó en 1710, aportando ligerísimas modificaciones al proyecto original.
El majestuoso edificio pasó de la familia Pesaro a los Gradenigo. Posteriormente los padres armenos mequitaristas lo usaron como colegio, y finalmente fue adquirido por la familia Bevilacqua. La duquesa Felicita Bevilacqua La Masa lo destinó a una galería de arte moderno.
Cuando la ciudad de Venecia, el 5 de diciembre de 1899, dio ejecución al testamento de la duquesa Felicita Bevilacqua, viuda del general La Masa, que había cedido Ca' Pesaro a la ciudad de Venecia con la finalidad de conceder recursos y espacios a los artistas jóvenes, se instituyó la Opera Bevilacqua La Masa.

## Descripción
Ca’ Pesaro está situada en el Gran Canal y es considerado uno de los edificios más importantes de Venecia por sus dimensiones, por la calidad de su decoración y por su imponencia. Su fachada principal, de estilo barroco, está adornada con bajorrelieves y estatuas que la otorgan una fuerte connotación plástica y la hacen capaz de crear importantes claroscuros. La planta baja tiene una decoración con almohadillado a puntas de diamante, con mucho relieve, que rodea un portal doble al agua. Los piani nobili se caracterizan por la presencia de siete arcos de medio punto muy decorados, separados por columnas adosadas que se duplican en correspondencia con los muros de carga. 
No menos importante es la fachada lateral, ligeramente curva, proyectada en un segundo momento, que presenta un componente dinámico que contrasta con la estaticidad de la principal y parece más simple que esta última. 
De la suntuosidad del exterior se puede imaginar la riqueza original de las salas y salones, de la cual no queda casi nada, a salvo algunos frescos y decoraciones. El edificio, según el proyecto original, debía estar dividido en dos partes (una de representación y otra de servicio) por una escalera monumental paralela al Gran Canal: Antonio Gaspari lo hizo perpendicular al canal, adosándolo a un lado del portego (recibidor). Antonio Gaspari también modificó el diseño del patio.

## Ca' Pesaro como museo
El 18 de mayo de 1902, la Ciudad de Venecia instaló en la primera planta de Ca' Pesaro la Galería Internacional de Arte Moderno, ya existente pero sin sede propia. Actualmente, tiene su sede en la primera y segunda planta del edificio.
El Museo de Arte Oriental, que desde hace tiempo se planea trasladar a otro lugar, se encuentra en la planta tercera del edificio. 

## Los rebeldes de Ca' Pesaro
En las primeras dos décadas del siglo XX florecieron en Italia numerosas experiencias revolucionarias y antiacadémicas. En polémica contra los maestros de la Biennale, Ca' Pesaro representó entre 1908 y 1920 un "gimnasio intelectual", un trampolín para los artistas jóvenes italianos: aquí artistas diferentes en estilo y poética tuvieron la posibilidad de exponer sus obras. Unidos solo por el empeño de renovar el lenguaje artístico italiano, y guiados por el crítico Nino Barbantini, los protagonistas de Ca' Pesaro propusieron lenguajes muy diferentes: Arturo Martini se inspiraba en modelos arcaicos, Felice Casorati estaba influenciado por el Jugendstil, Guido Marussig por el simbolismo, Gino Rossi por Paul Gauguin, Tullio Garbari pintaba una mítica primitiva Valsugana, Pio Semeghini pintaba una poética Burano inspirado en sus experiencias post-impresionistas de París, Umberto Moggioli albergaba en su casa de Burano al grupo de los "rebeldes". También expusieron en Ca' Pesaro Umberto Moggioli, alumno de Guglielmo Ciardi, y Ugo Valeri, conocido gráfico, ilustrador de las revistas más populares de la época, además de un refinado pintor, intérprete de la sociedad italiana del tiempo y Adolfo Callegari, Felice Castegnaro, Mario Disertori, Enrico Fonda, Ercole Sibellato, Guido Trentini, Oscar Sogaro, Antonio Nardi, Pieretto Bianco, Lulo de Blaas, Gabriella Oreffice, Oreste Licudis, Napoleone Martinuzzi, Eugenio Bonivento, Luigi De Giudici y Emilio Notte. Junto a estos nombres se recuerda una serie de artistas que se movieron en el entorno de Ca' Pesaro, pero que no llegaron a exponer junto a los otros por diferentes razones: su jovencísima edad, la guerra o los traslados. Entre estos se puede citar al jovencísimo Bruno Sacchiero, alumno predilecto de Guglielmo Ciardi, que murió con solo 24 años, y algunos gráficos secesionistas como Fabio Mauroner, Guido Balsamo Stella y Benvenuto Disertori. 
El grupo siempre fue heterogéneo: nunca hubo un manifiesto ni el intento de acordar un programa. Se expusieron a menudo obras de Boccioni y, al mismo tiempo, objetos de calidad (cristal de Murano, azulejos, cerámicas de estilo Liberty, sillones, muebles), importados o realizados por algunos de los miembros del grupo, como Vittorio Zecchin y Teodoro Wolf Ferrari, según el gusto por lo decorativo en las artes aplicadas característico de la época.

## Galería de imágenes

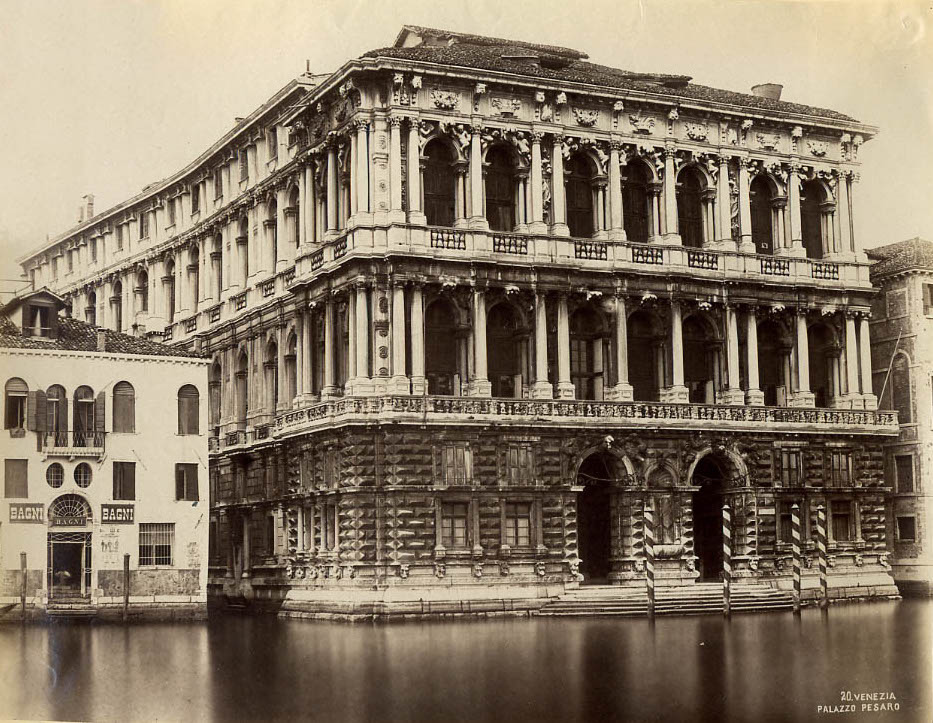
La fachada del Canal Grande en el siglo XIX.
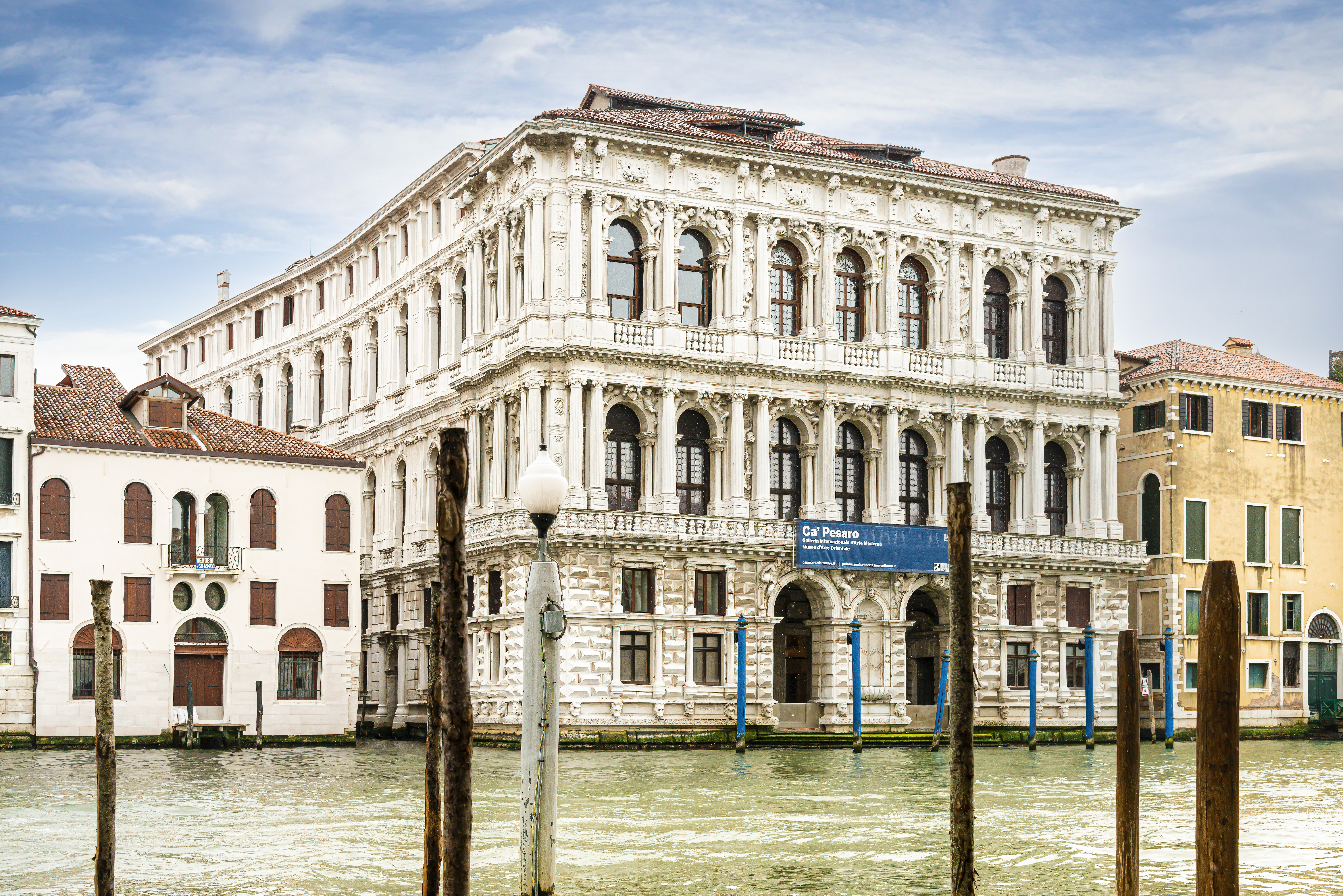
La fachada del Canal Grande en la actualidad.
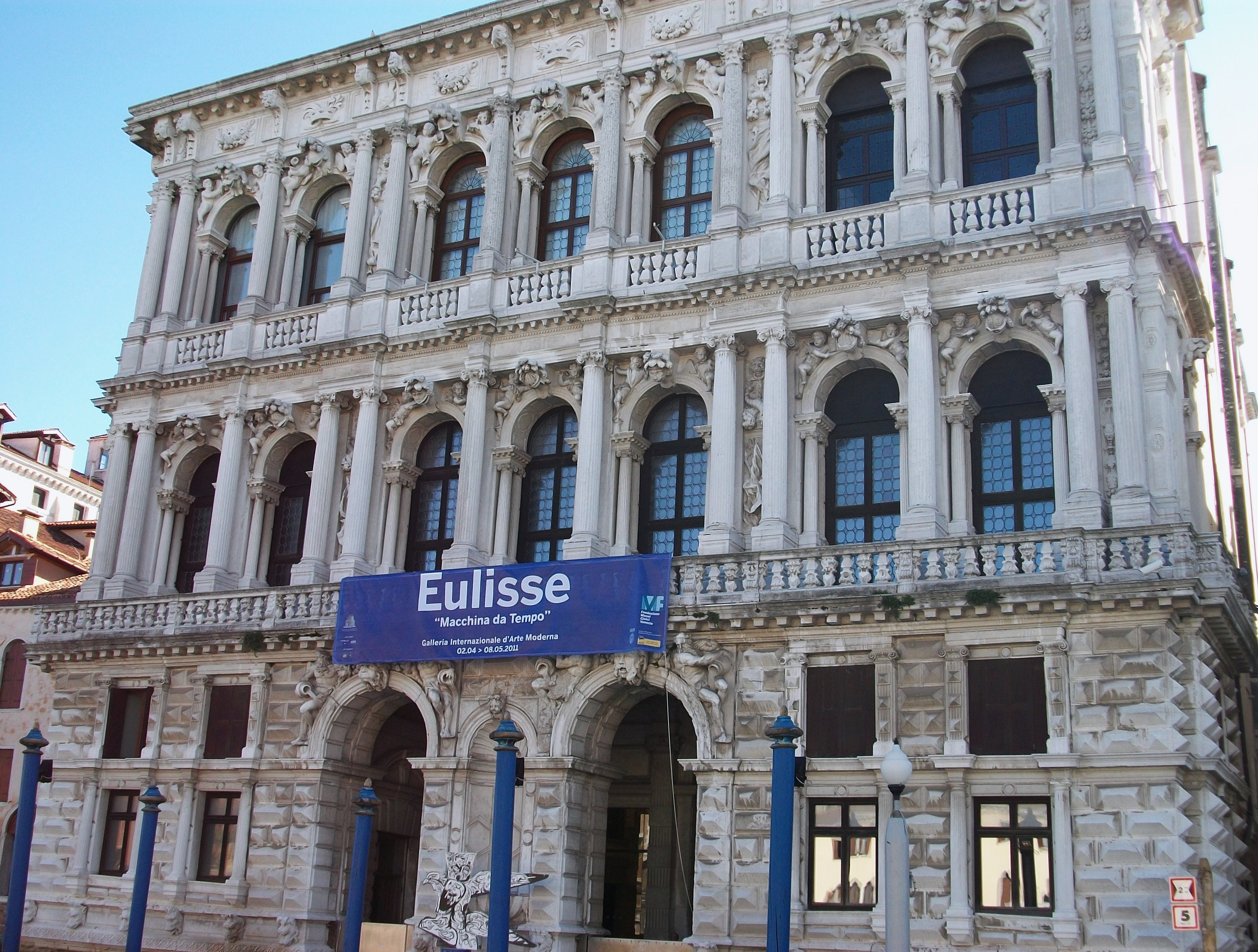
Fachada.
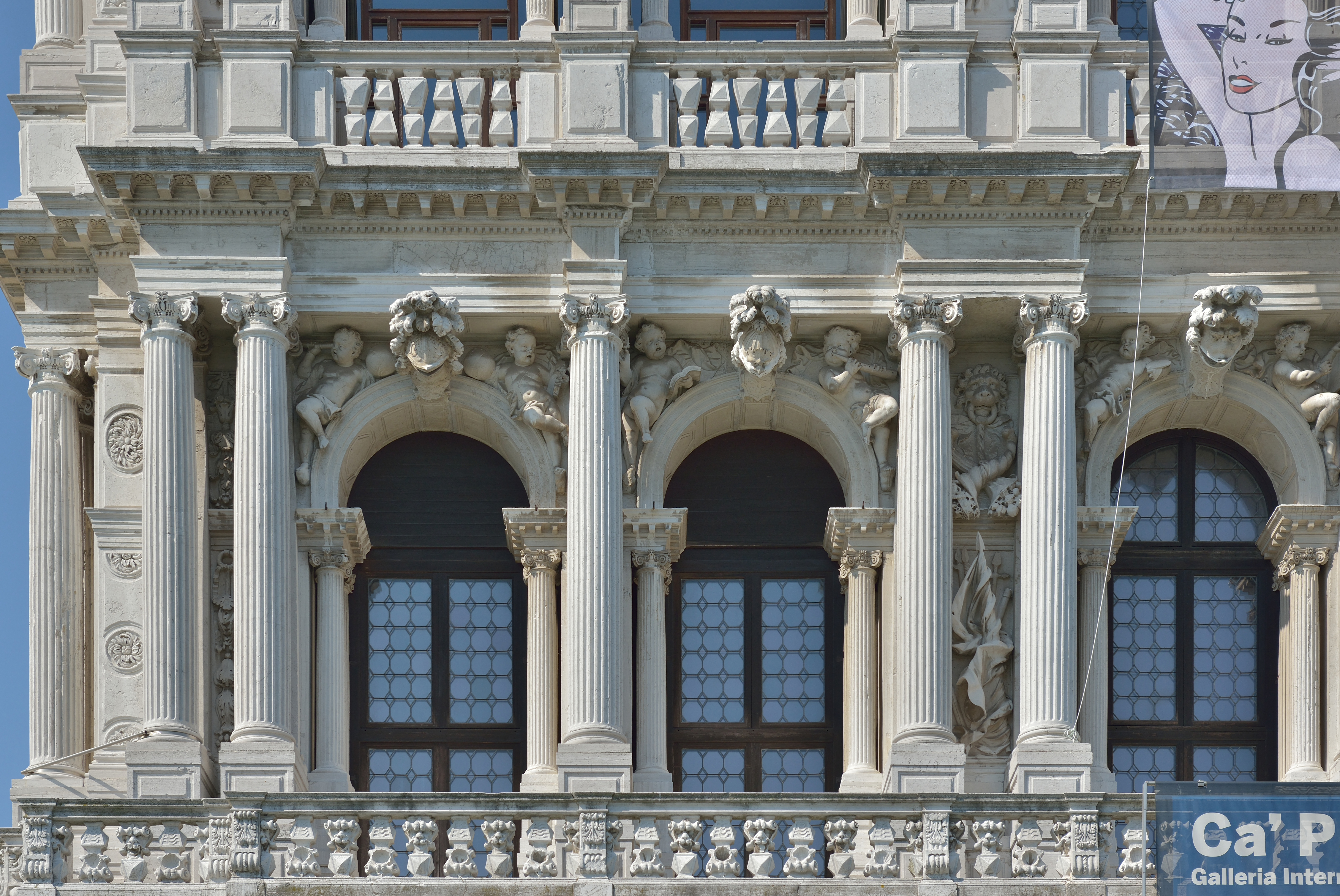
Detalle de la fachada.
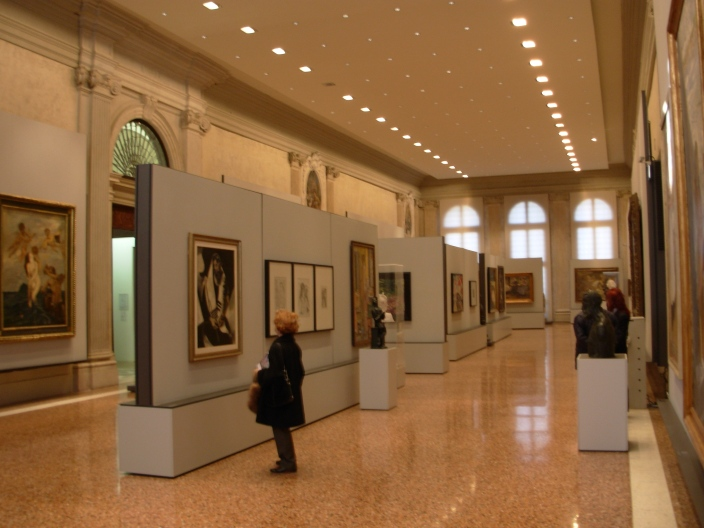
Interior de la primera planta.